# Serbisch-montenegrinische Fußballnationalmannschaft (U-17-Junioren)
Die serbisch-montenegrinische U-17-Fußballnationalmannschaft war eine Auswahlmannschaft serbisch-montenegrinischer Fußballspieler. Sie unterstand dem Fudbalski savez Srbije i Crne Gore und repräsentierte ihn international auf U-17-Ebene, etwa in Freundschaftsspielen gegen die Auswahlmannschaften anderer nationaler Verbände, bei U-17-Europameisterschaften und U-17-Weltmeisterschaften.
Die Mannschaft qualifizierte sich zweimal für die Europameisterschaft. Nachdem sie 2002 das Viertelfinale erreicht hatte, schied sie 2006 bereits in der Vorrunde aus.
Für eine Weltmeisterschaft konnte sie sich nicht qualifizieren.
Vor 1993 spielten serbische und montenegrinische Fußballspieler in der jugoslawischen U-17-Nationalmannschaft. Seit der Unabhängigkeit Montenegros existieren eine serbische und eine montenegrinische U-17-Nationalmannschaft.

## Teilnahme an U-17-Weltmeisterschaften
(Bis 1989 U-16-Weltmeisterschaft)
| 1993 | nicht teilgenommen |
| 1995 | nicht teilgenommen |
| 1997 | nicht qualifiziert |
| 1999 | nicht qualifiziert |
| 2001 | nicht qualifiziert |
| 2003 | nicht qualifiziert |
| 2005 | nicht qualifiziert |

## Teilnahme an U-17-Europameisterschaften
(Bis 2001 U-16-Europameisterschaft)
| 1993 | nicht teilgenommen |
| 1994 | nicht teilgenommen |
| 1995 | nicht teilgenommen |
| 1996 | nicht qualifiziert |
| 1997 | nicht qualifiziert |
| 1998 | nicht qualifiziert |
| 1999 | nicht qualifiziert |
| 2000 | nicht qualifiziert |
| 2001 | nicht qualifiziert |
| 2002 | Viertelfinale      |
| 2003 | nicht qualifiziert |
| 2004 | nicht qualifiziert |
| 2005 | nicht qualifiziert |
| 2006 | Vorrunde           |